# Georg-Friedrich Wolf
Georg-Friedrich Wolf (* 11. Juli 1962 in Freiburg) ist ein deutscher Stahlbildhauer. Seine künstlerischen Schwerpunkte sind monumentale Installationen mit dem Werkstoff Stahl zu zeitgenössischen Themen.

## Leben
Georg-Friedrich Wolf lebt und arbeitet in Darmstadt.
Nach dem Fachabitur und der Gesellenprüfung arbeitete Wolf drei Jahre als Schlossergeselle. Es folgten zwei Jahre der Wanderschaft, die ihn bis nach Israel, USA, Pakistan und Indien führten. Dabei entstanden schon internationale Verbindungen und auch Ausstellungsbeteiligungen, u. a. in Ann Arbor (USA) und Tel Aviv (Israel). Nach seiner Heimkehr erlangte Wolf den Meisterbrief als Metallgestalter und Restaurator für historische Metallarbeiten.
Zur Verwirklichung seiner bildhauerischen Visionen, die große Dimensionen an Raum und Gewicht erfordern, brauchte Wolf natürlich viel mehr Platz als ein Bildhaueratelier konventioneller Art und Größe bieten kann. Solche Voraussetzungen fand er im Hofgut Habitzheim im Odenwald (Hessen), wo er 1990 sein "Atelier für angewandte und bildende Kunst" eröffnete und bis 2018 behielt.
Im Januar 2019 bezog er seine neue Wirkungsstätte in Darmstadt auf einem umgewandelten Fabrikgelände (ehemals Firma Schenck) als "Atelier und Projektraum Halle 109".

## Künstlerische Schwerpunkte
Bereits in frühen Lebensjahren entstehen Wolfs erste Arbeiten im öffentlichen Raum. Dazu zählen Werke in der Profanarchitektur, im Kirchenbau, sowie prominente Restaurierungen und Rekonstruktionen.
Seiner Vision folgend sind Wolfs Arbeiten immer stark geprägt von der Faszination für sein Material, aber auch vom Respekt für den Werkstoff. Seine Fähigkeiten den Stahl zu formen betrachtet er als Privileg bei der Ausformulierung seiner bildhauerischen Themen. Letztere sind oft in großen Dimensionen angelegt.
Wolfs Reisen in den Orient und Okzident, das Studium von Geschichte, Religion, Kultur und Technik spiegeln sich in seinen Werken.
„Durch meine Reisen in der arabischen Welt, in Asien und Indien sowie durch mein Geschichtsinteresse habe ich mich mit Fragen der Kommunikation, der Menschheitsgeschichte, der Völkerverständigung und Toleranz beschäftigt.“ Neben den kulturhistorischen Aspekten sind es die aktuellen Fragen von Zusammenleben und Toleranz, Fragen zur Beherrschbarkeit der Natur und den Grenzen des Wachstums, von denen Wolfs Werke erzählen.
Wolfs Arbeiten sind im Prinzip abstrakt, widerspiegeln aber häufig Ereignisse, an denen der Betrachter teilnehmen soll. Wolf sucht den Dialog mit dem Betrachter. In den späten 90er Jahren sind es Industriematerialien, Kräftespiel und Dekonstruktion, die seine Skulpturen prägen. Später beginnen seine Arbeiten mehr und mehr Geschichten zu transportieren, bei denen sein Material maßgeblich die Aussage transportiert oder selbst entscheidender Teil der Aussage ist. Diese Geschichten thematisieren die Auseinandersetzung zwischen Mensch und Natur – Mensch und Mensch – Mensch und Material – Mensch und Technik und treffen im Kern Kunstform und Lebensraum.
Ein besonderes Merkmal von Wolfs Werken ist die hohe Qualität der Ausführung. Seine Skulpturen sind vollendet verarbeitet, mit fein kalkulierten Proportionen und charakterstark überzeugenden Oberflächen. Hier setzt Wolf als Stahlbildhauer die jahrzehntelange Erfahrung mit seinem Material gezielt ein.
„Ich betrachte meine eigenen Werke ganz neu, kann mal ein paar Schritte zurücktreten, die Perspektive wechseln, oder einfach eine Arbeit stehen lassen. Es ist nicht nur eine Erweiterung in jedem Sinn, es ist eine Art nach Hause kommen.“ sagt Wolf.

## Ausstellungen (Auswahl)
- 2012: The Squaire, Flughafen Frankfurt Main: The Missing Piece[1]
- 2015: „mainart“ in Erlenbach, Frankenhalle: Sehnsucht (Puzzle)
- 2016: Festival Oranienstein, Schloss Oranienstein, Diez an der Lahn
- 2017: Neue Galerie Berlin: Torso Reflections
- 2017: Documenta 14 Kassel, documenta-Halle
- 2018: Brüdernkirche, Braunschweigisches Landesmuseum
- 2019: Wirkbau Chemnitz
- 2019: Kunstquartier Bethanien Berlin
- 2019: Skulpturen im Park in Mörfelden-Walldorf
- 2019: Museion Bozen – Museum für moderne und zeitgenössische         Kunst
- 2019: Halle 109 Darmstadt: Die Erben des Prometheus
- 2019–24: "Kunst trotz(t) Ausgrenzung", Diakonie Deutschland
- 2020/21: Institut für Neue Technische Form, Darmstadt Friedensplatz: Erzengel            Michael
- 2023: Technische Universität Darmstadt, im Schlossgraben: Out of Petrol
- 2023: Museum Villa Rot, Roter Salon
- 2023: Torrance Art Museum, Los Angeles
- 2023: Kunsthalle Weishaupt, Ulm
- 2024: Art Karlsruhe, Galerie Reiz, Zürich
- 2024: Galerie Netuschil, Darmstadt: Feuer und Asche

## Werke im öffentlichen Raum (Auswahl)
- Residenzschloss Darmstadt Schlossgraben: Skulptur Out of Petrol
- Merck Darmstadt Hauptverwaltung Eingangshalle: Skulptur (Mobile) einer archimedischen Schraube
- Hochhaus „Campino“ in Darmstadt, Eschollbrücker Straße 4: Skulptur Kornkreiskrone auf dem Dach. Diese Skulptur von 2014 wurde 2017 nach einem richtungweisenden Urteil des Oberlandesgerichts Frankfurt wieder an ihren ursprünglichen Platz gesetzt, da ihr Standort auf dem Dach des Hochhauses zum ursprünglichen künstlerischen Konzept gehöre. Die 7 Meter breite Skulptur aus vergoldeten Muranoglas-Mosaiken, deren künstlerische Wirkung wesentlich durch das morgendliche Sonnenlicht begünstigt wird, war vom neuen Eigentümer des Hochhauses zunächst entfernt worden.[2][3]
- Skulptur Gesprengte Ketten an der Rathenau-Villa, Berlin
- Skulptur Fingerprint IV am Alten Elektrizitätswerk Brandenburg

## Kirchen-Innenraum (Auswahl)
- Kirche St. Ludwig, Darmstadt: Weihwasserbecken und Opferleuchter
- Stadtkirche Michelstadt: Leuchter und Altarkreuz
- Dominikanerkloster Worms: Leuchter und Weihrauchsäule
- Pauluskirche, Darmstadt: Psalm/Schriftplatte

## Installationen/Land Art
- 2014: Projekt The Missing Piece - Strandgut: An der rauen Küste des Nordatlantik installierte Skulpturengruppe[4] : Im Mittelpunkt steht eine von Stahlstreifen umschlossene Holzkugel, daraus ragen geschmiedete Nägel – ein immer wiederkehrendes Motiv von Wolf. Zur Installation gehört ein Film mit einer Geschichte zum Fund dieses „Wracks“.
- 2015: Land Art auf der Seiseralm: Skulpturen Sehnsucht und         Erdenschwere, dazu in einer Blickachse auf dem höchsten Punkt der Seiseralm die Skulptur Fingerprints (Gewicht 4 Tonnen!)[5]
- 2016: Projekt Shipsoul[6] : Skulptur, errichtet zusammen mit dem indischen Maler Ratnadeep Gopal Adivrekar am Strand von Alang in Indien, einem Schiffsabwrackplatz, aus 4,5 Tonnen Stahlschrott.
- 2016/17: Projekt Odyssee (oder Floß),[7][8], zuerst aufgestellt im Winter 2016/17 auf dem Gelände des Hauses der Kulturen der Welt in Berlin. Diese Installation wurde unter tatkräftiger Mithilfe von Flüchtlingen gebaut. Flüchtlinge schmiedeten in der Schmiede in Habitzheim auch die zahlreichen an der Skulptur verwendeten Nägel, die in der bildnerischen Idee von Wolf eine essentielle Rolle spielen: als bleibende Teile im vergänglichen Umfeld der anderen Materialien wie dem verrottenden Holz. Die monumentale Skulptur (Höhe 9 Meter, Gewicht ca. 7 Tonnen) kam 2018 zunächst in die Documenta-Halle in Kassel, um von dort an weiteren Plätzen in Deutschland ausgestellt zu werden[9]

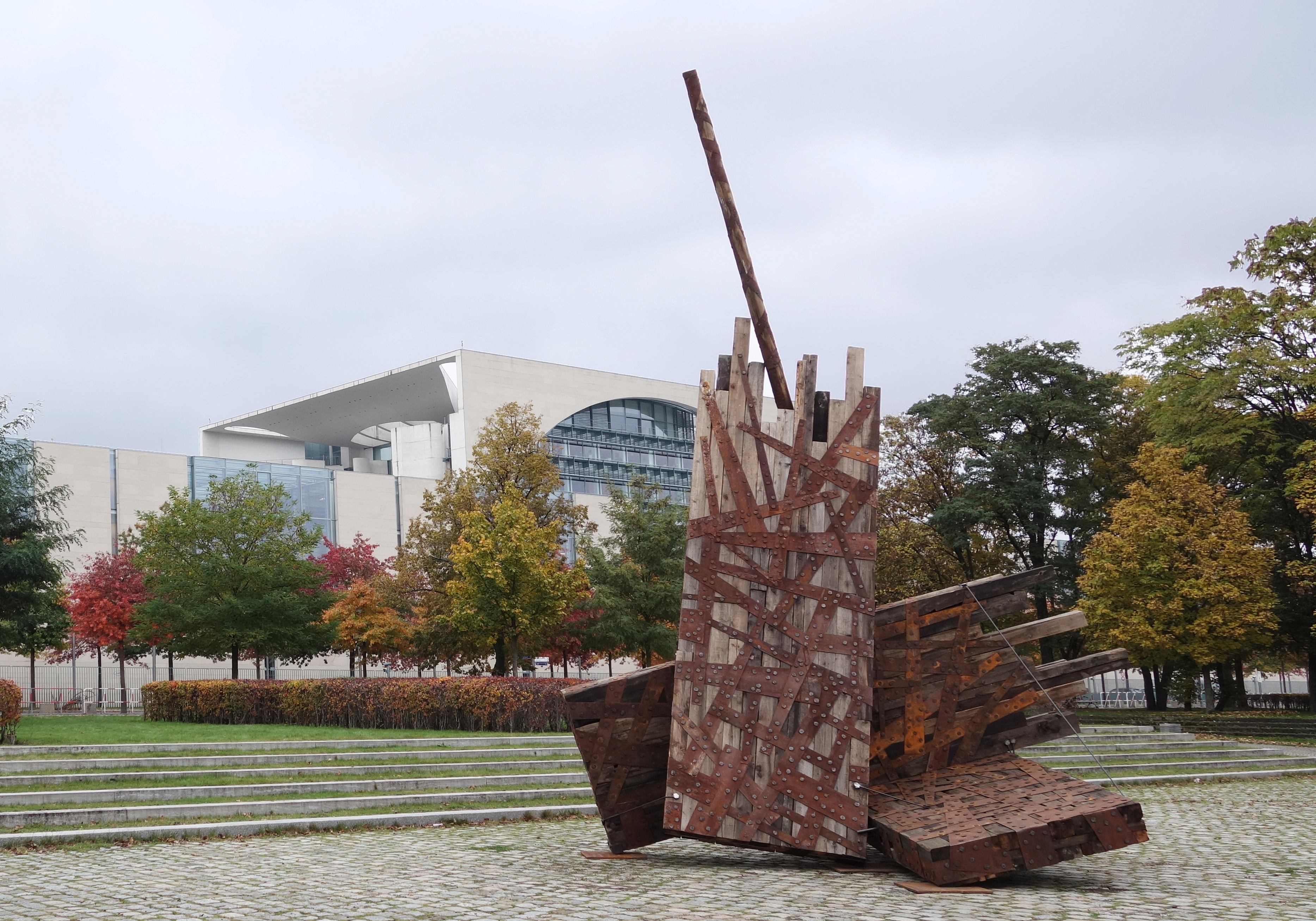
Installation Odyssee am ersten Standort nahe dem Bundeskanzleramt

## Restaurierungen (Auswahl)
- Hochzeitsturm in Darmstadt: Restaurierung der Turmhaube und neues Wappen in Bronze am Eingangsportal[10]
- Jugendstilbad in Darmstadt: Neuanfertigung der historischen Messingleuchten (2011)
- Löwentor (Reliefs von Bernhard Hoetger) zur Rosenhöhe in Darmstadt
- Portaltüren der Stadtkirche Walldorf